# Tribler
Tribler est un logiciel libre d'échange de données en pair-à-pair. Il utilise un protocole propre qui étend celui de BitTorrent et avec lequel il est rétrocompatible. Il permet donc également le partage de fichiers en pair-à-pair.
Lancé en 2001, le projet Tribler a reçu à partir de 2008 des financements de l'Union européenne afin de favoriser son développement, dans le cadre du projet européen P2P Next.
Les développeurs ont également étendu le concept aux télévisions intelligentes en proposant d'installer une extension pair à pair vidéo, nommée SwiftTV, aux télévisions équipées d'Android.

## Histoire
Le nom Tribler, provient du mot anglais tribe qui signifie « tribu », se référant à l'utilisation dans ce client pair à pair de fonctionnalités aussi présentes dans les réseaux sociaux : commentaires, pseudonymes, avis.
En 2014 (avec la sortie de la version 6.3.1) l'usage de Tribler devient en partie anonyme avec l'introduction d'une implémentation du « routage en onion » créé par Tor (réseau), cependant afin de ne pas le ralentir, Tribler utilise son propre réseau de "routage en onion" séparé,.

## Fonctionnalités
Par rapport aux autres logiciels de même type, Tribler apporte plusieurs nouveautés significatives :
- recherche de fichiers par mots-clefs, intégrée (au logiciel) et décentralisée ;
- support du hachage de fichiers de type Merkle ;
- visionnage des vidéos durant leur téléchargement sans avoir à en attendre la fin du téléchargement, via le procédé « streaming », grâce à un lecteur intégré au logiciel (il utilise du code de VLC media player) ;
- communication entre pairs Tribler : une couche Essaimage leur permettant de se mettre en liaison à la manière d'un essaim ;
- chaînes de diffusion, pouvant être créées par les utilisateurs, lesquels y postent ensuite les fichiers de leur choix, à la manière des flux RSS ;
- anonymat des échanges de données entre utilisateurs de Tribler, procédé Tor (réseau). En 2014 cette fonction n'est toutefois pas considérée mature par les développeurs[11].

Ces différentes fonctionnalités visent, selon les concepteurs, à permettre de faire de Tribler une alternative décentralisée aux sites de diffusion en streaming tels que YouTube.

## Réception
En juin 2012, Numerama observe : « Alors qu'il est l'un des plus anciens et des plus innovants, Tribler est aussi l'un des clients BitTorrent les plus méconnus du grand public. »